# Campo (sierra de Ayllón)
El Campo es una montaña del Sistema Central español situada en la sierra del Ocejón, en el sur de la sierra de Ayllón. Forma parte, junto con el Campachuelo, de la loma de las Piquerinas, que se extiende al norte del pico Ocejón entre Majaelrayo y Valverde de los Arroyos. Tiene una altitud de 1933 m s. n. m. (metros sobre el nivel del mar). A su pie por el sur se encuentran las chorreras de Despeñalagua, en el cauce del arroyo de la Chorrera; su pie al norte lo constituye el río Sonsaz.

## Cartografía
- Hoja 459-2 a escala 1:25000 del Instituto Geográfico Nacional.